# Poolse Koopvaardij

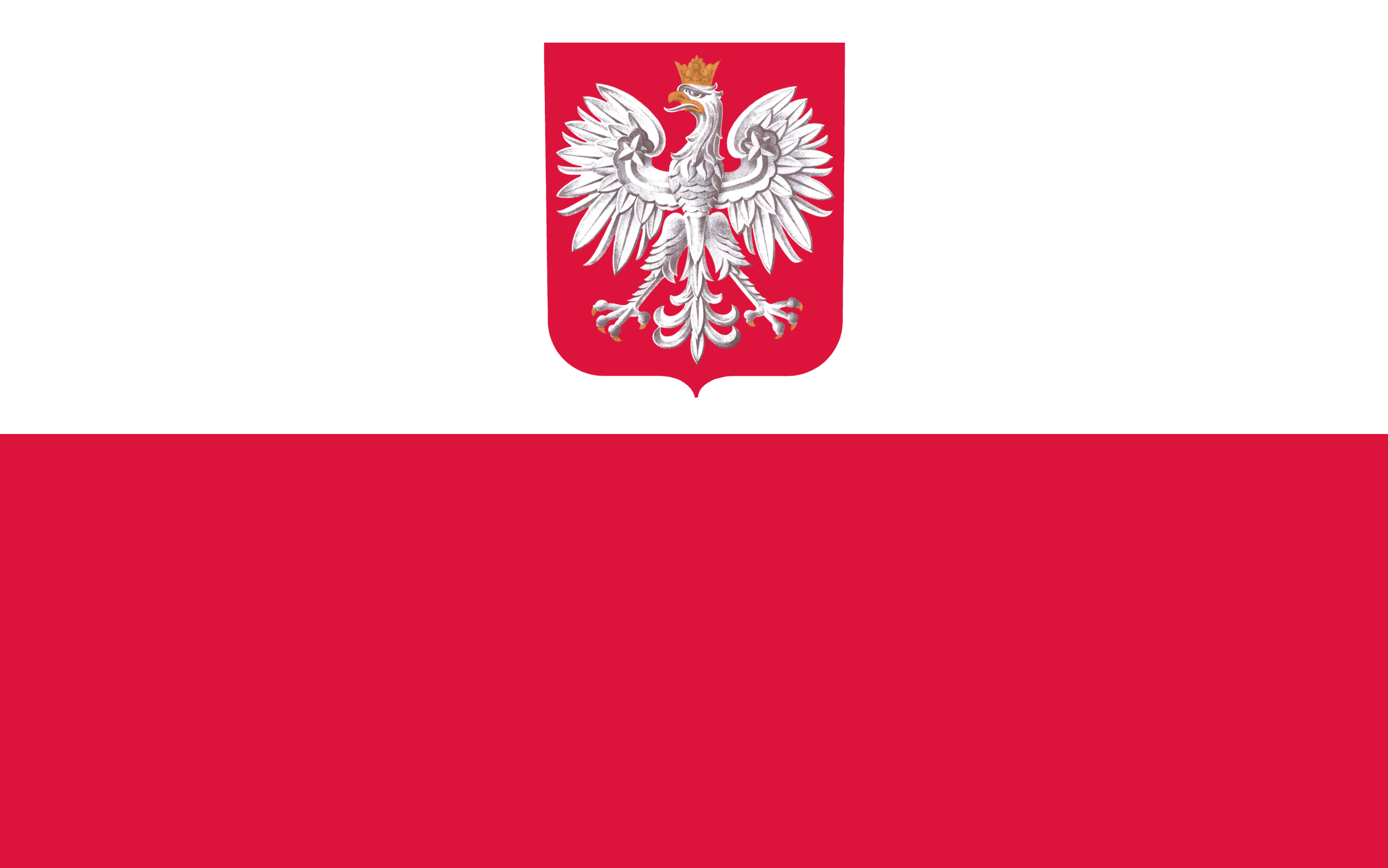
Vlag van de Poolse Koopvaardij

De Poolse Koopvaardij (Pools: Polska Marynarka Handlowa, PMH) werd opgericht in het interbellum waarin de Tweede Poolse Republiek onafhankelijkheid herwon.
Tijdens de Tweede Wereldoorlog traden veel schepen van de Poolse marine toe tot de geallieerde koopvaardij en haar konvooien, als onderdeel van de Poolse bijdrage aan de Tweede Wereldoorlog.
Na de oorlog werd de Poolse Koopvaardij bestuurd door de Volksrepubliek Polen, en na 1989 door het moderne Polen.

## Schepen
Schepen per type: 
- 50 bulkcarriers
- 2 vrachtschepen
- 2 chemicaliëntankers
- 1 roll-on-roll-offschip
- 2 short sea-passagiersschepen

## Grote rederijen
Enkele grote Poolse rederijen zijn:
- Polska Zegluga Morska (Polish Steamship Company, POLSTEAM)
- Polskie Linie Oceaniczne (Polish Ocean Lines, POL)